# Eupelops planicornis
Eupelops planicornis är en kvalsterart som först beskrevs av Schrank 1803.  Eupelops planicornis ingår i släktet Eupelops och familjen Phenopelopidae. Inga underarter finns listade i Catalogue of Life.